# Stróżek (Wzgórza Trzebnickie)
Stróżek – wzgórze, wzniesienie, położone w obrębie Wzgórz Trzebnickich, w mikroregionie Grzbietu Trzebnickiego. Znajduje się w gminie Oborniki Śląskie. Jego wierzchołek położony jest na wysokości bezwzględnej wynoszącej 185 m n.p.m.

## Położenie i otoczenie
Stróżek jest częścią Wzgórz Trzebnickich, będących mezoregionem o identyfikatorze 318.44 (według regionalizacji fizycznogeograficznej opracowanej przez Jerzego Kondrackiego), należących do Wału Trzebnickiego (makroregion o indeksie 318.4). W ramach tych Wzgórz Trzebnickich wyróżnia się także mikroregion, obejmujący Stróżek – Grzbiet Trzebnicki (mikroregion o indeksie 318.444). Wzgórze to leży w południowo-zachodniej części Grzbietu Trzebnickiego. Pod względem regionalizacji przyrodniczo-leśnej wzgórze położone jest w mezoregionie Wzgórz Trzebnicko-Ostrzeszowskich.
Natomiast pod względem podziału administracyjnego wzniesienie jest położone na terenie gminy Oborniki Śląskie, w obrębie ewidencyjnym Rościsławice. Gmina ta przynależy do powiatu Trzebnickiego w województwie dolnośląskim.
W kierunku południowym rozpościera się Pradolina Wrocławska (mezoregion o indeksie 318.52). Poczynając od zachodu w kierunku wschodnim wokół wzgórza znajdują się takie obiekty fizjograficzne Wzgórz Trzebnickich jak: Głaźnik, Sienna, Spadziste, Płaskowyż Lipy, Rościsławicka Góra.

## Charakterystyka
Najwyższy punkt wzgórza Stróżek osiąga wysokość bezwzględną wynoszącą 185 m n.p.m. (185,6 m n.p.m). W rejonie wierzchołka wzniesienia teren pokryty jest lasem. Okoliczne lasy podlegają nadleśnictwu Oborniki Śląskie, leśnictwu Jary. Po wschodniej stronie od wierzchołka pośród lasu znajdują się zabudowania należące do miejscowości Rościsławice, przysiółek o nazwie Podgóra.

## Nazwa
Nazwa własna – Stróżek – jest nazwą urzędową. Została ustalona i ujęta w państwowym rejestrze nazw geograficznych na podstawie Zarządzenia nr 70 z dnia 30 marca 1954 r. wydanego przez Prezesa Rady Ministrów (Monitor Polski z 1954 nr 38, poz. 516). Odnosi się ona do ukształtowania terenu należącego do rodzaju wzgórza, wzniesienia. W rejestrze tym przypisano jej identyfikator: PRNG – 205724, identyfikator IIP – PL.PZGiK.320.NGRP.205724. Podaje on następujące współrzędne geograficzne punktu głównego masywu: szerokość geograficzna – 51°17'28" N, długość geograficzna – 16°49'43" E. W rejestrze tym jest ważna od 21.04.2015 r.
W czasie przynależności tego obszaru do Niemiec wzniesienie nosiło nazwę Warte Berg.